# Zuid-Korea op de Olympische Zomerspelen 1976
Zuid-Korea nam deel aan de Olympische Zomerspelen 1976 in Montréal, Canada. De worstelaar Jung-Mo Yang schreef geschiedenis door voor zijn land de eerste gouden olympische medaille ooit te winnen.

## Medaillewinnaars

### 1Goud
- Jung-Mo Yang - worstelen, mannen vrije stijl vedergewicht

### 2Zilver
- Eunk-Yunk Chang - Judo, mannen lichtgewicht (63 kg)

### 3Brons
- Young-Chul Park - Judo, mannen middengewicht (80 kg)
- Je-Aki Cho - Judo, mannen open klasse
- Hae-Sup Jeon - worstelen, mannen vrije stijl vlieggewicht
- Myung-Sun Baik, Kyung-Ja Byon, Hee-Sook Chang, Hea-Jung Jo, Soo-Nok Lee, Soon-Bok Lee, Kum-Ja Ma, Mi-Kum Park, Jung-Hye Yu, Kyung-Hwa Yu, Soo-Nok Yung en Young-Nae Yun - Volleybal, vrouwentoernooi

## Deelnemers en resultaten per onderdeel

### Boksen
Mannen, tot 48 kg
- Park Chan-Hee
  1. Eerste ronde - Versloeg Abderahim Najim (MAR), DSQ-3
  2. Tweede ronde - Versloeg Alican Az (TUR), 5:0
  3. Kwartfinale - Verloor van Jorge Hernández (CUB), 2:3

- Park Tae-Sik
- Kim Ju-Seok
- Kim Jeong-Cheol
- Hwang Cheol-Sun
- Choi Chung-Il

### Judo
- Lee Chang-Seon
- Park Yeong-Cheol
- Jo Jae-Gi
- Jang Eun-Gyeong

### Schietsport
- Park Jong-Gil
- Park Do-Geun
- Lee Seung-Gyun
- Lee Gyun
- Choi Chung-Seok

### Volleybal

#### Mannentoernooi
- Voorronde (Groep A)
  - Verloor van Polen (2-3)
  - Versloeg Canada (3-0)
  - Verloor van Cuba (0-3)
  - Verloor van Tsjecho-Slowakije (3-1)
- Kwalificatiewedstrijden
  - 5e/8e plaats: Versloeg Brazilië (3-2)
  - 5e/6e plaats: Verloor van Tsjecho-Slowakije (1-3) → Zesde plaats
- Spelers
  - Kim Kon-Bong
  - Cho Jas-Bak
  - Lee Yong-Kwan
  - Park Ki-Winst
  - Chong Moon-Kyong
  - Lee Sun-Ko
  - Lee Choun-Pyo
  - Lee In
  - Kim Choong-Han
  - Lee Jong-Winst
  - Kang Man-Soo
  - Lim Ho-Dam
- Hoofdcoach: Lee Kyo-So

#### Vrouwentoernooi
- Voorronde (Groep B)
  - Verloor van Sovjet-Unie (1-3)
  - Versloeg Oost-Duitsland (3-2)
  - Versloeg Cuba (3-2)
- Halve finale
  - Verloor van Japan (0-3)
- Om de derde plaats
  - Versloeg Hongarije (3-1) →  Brons
- Spelers
  - Lee Soon-Bok
  - Yu Jung-Hye
  - Byon Myung-Ja
  - Lee Soo-Nok
  - Baik Myung-Sun
  - Chang Hee-Sook
  - Ma Kum-Ja
  - Yun Young-Nae
  - Yu Kyung-Hwa
  - Park Mi-Kum
  - Jo Hea-Jung
  - Jung Soo-Nok
- Hoofdcoach: Kim Han-Soo

### Worstelen
- Yu Jae-Gwon
- Lee In-Chang
- Kim Hwa-Gyeong
- Kim Hae-Myeong
- Jeong Yun-Ok
- Go Jin-Won
- Choi Gyeong-Su
- Baek Seung-Hyeon
- An Han-Yeong
- Jeon Hae-Seop
- Yang Jeong-Mo

Amerikaanse Maagdeneilanden · Andorra · Antigua en Barbuda · Argentinië · Australië · Bahama's · Barbados · België · Belize · Bermuda · Bolivia · Bondsrepubliek Duitsland · Brazilië · Bulgarije · Canada · Chili · Colombia · Costa Rica · Cuba · Denemarken · Dominicaanse Republiek · Duitse Democratische Republiek · Ecuador · Egypte · Fiji · Filipijnen · Finland · Frankrijk · Griekenland · Groot-Brittannië · Guatemala · Haïti · Honduras · Hongarije · Hongkong · Ierland · IJsland · India · Indonesië · Iran · Israël · Italië · Ivoorkust · Jamaica · Japan · Joegoslavië · Kaaimaneilanden · Kameroen · Koeweit · Libanon · Liechtenstein · Luxemburg · Maleisië · Marokko · Mexico · Monaco · Mongolië · Nederland · Nederlandse Antillen · Nepal · Nicaragua · Nieuw-Zeeland · Noord-Korea · Noorwegen · Oostenrijk · Pakistan · Panama · Papoea-Nieuw-Guinea · Paraguay · Peru · Polen · Portugal · Puerto Rico · Roemenië · San Marino · Saoedi-Arabië · Senegal · Singapore · Sovjet-Unie · Spanje · Suriname · Thailand · Trinidad en Tobago · Tsjecho-Slowakije · Tunesië · Turkije · Uruguay · Venezuela · Verenigde Staten · Zuid-Korea · Zweden · Zwitserland